# Großsteingrab Meischenstorf
Das Großsteingrab Meischenstorf ist eine megalithische Grabanlage der jungsteinzeitlichen Trichterbecherkultur bei Meischenstorf, einem Ortsteil von Wangels im Kreis Ostholstein in Schleswig-Holstein. Es trägt die Sprockhoff-Nummer 275.

## Lage
Das Grab befindet sich etwa 500 m nordwestlich von Meischenstorf am Rand eines schmalen Waldstücks. In der näheren Umgebung gibt es mehrere weitere Großsteingräber: 530 m nordnordöstlich liegt das Großsteingrab Grammdorf 1, 2,4 km westnordwestlich das Großsteingrab Hansühn 2, 2,4 km westlich das Großsteingrab Testorf und 2,5 km ostnordöstlich das Großsteingrab Grammdorf 2.

## Beschreibung
Die Anlage besitzt eine wohl ursprünglich überhügelte, nordost-südwestlich orientierte Grabkammer. Es handelt sich um ein Ganggrab vom Untertyp Holsteiner Kammer mit einer Länge von 7 m und einer Breite von 1,5 m. Die Kammer besaß ursprünglich fünf Wandsteinpaare an den Langseiten, je einen Abschlussstein an den Schmalseiten und fünf Decksteine. An der nordwestlichen Langseite sind noch vier Steine erhalten. An der südöstlichen Langseite stehen noch drei Steine in situ, ein oder zwei weitere Steine scheinen verlagert zu sein. Die Abschlusssteine fehlen. Die Decksteine sind noch alle erhalten, allerdings liegt keiner mehr auf den Wandsteinen auf. Der Zugang zur Kammer lag vermutlich zwischen dem von Nordosten aus gesehen zweiten und dritten Stein der Südostseite. Vorgelagerte Gangsteine sind nicht erhalten. Der Gang dürfte eine Breite von etwa 0,6 m besessen haben.